# Samuel Kistohurry
Samuel Kistohurry est un boxeur franco-mauricien né le 1er février 1995 à Pessac. 

## Biographie
De double nationalité franco-mauricienne, Samuel Kistohurry concourt sous les couleurs de la France lors des compétitions internationales. 
Il est médaillé de bronze dans la catégorie des moins de 57 kg (poids plumes) aux championnats du monde de boxe amateur 2021 à Belgrade.
Aux Championnats d'Europe de boxe amateur 2024 à Belgrade, il est médaillé de bronze dans la catégorie des poids plumes, déclarant forfait avant sa demi-finale pour raisons médicales.